# Tarasivka, Cernihivka
Tarasivka (în ucraineană Тарасівка) este un sat în comuna Panfilivka din raionul Cernihivka, regiunea Zaporijjea, Ucraina.

## Demografie
Componența lingvistică a localității Tarasivka
     Ucraineană (86,9%)
     Rusă (13,1%)
Conform recensământului din 2001, majoritatea populației localității Tarasivka era vorbitoare de ucraineană (86,9%), existând în minoritate și vorbitori de rusă (13,1%).